# Aarne Sihvo
Aarne Antinpoika Sihvo (né le 22 novembre 1889 à Virolahti et mort le 12 juin 1963 à Helsinki) est un général, chef d'État-Major des armées et homme politique finlandais,,.

## Ouvrages
- Kolmasti komennettuna : muistelmia Saksan matkoiltani, 1918
- Pistintaistelu, 1918
- Seitsemäskolmatta, 1918 (runokokoelma)
- Valkoinen armeija Antrean rintamalla: lyhyt esitys kuvin ja karttapiirustuksin, 1919
- Sotalaitosta koskevat lait ja asetukset, 1922
- Sveitsin sotalaitos, 1922
- Taisteluvaunut, 1922
- Kevyt taisteluvaunu jalkaväen aseena, 1923
- Valmistautumisesta sotakorkeakouluun, 1928
- Aunuksen retken muistojulkaisu, 1930 (ed.)
- Kalterijääkäri: 20-vuotisjuhlajulkaisu, 1937 (ed.)
- Muistelmani I–II, 1954–1956
- Kalterijääkärien 40-vuotismuistojulkaisu, 1957 (ed.)

## Prix et reconnaissance
- Ordre de la croix de la Liberté, 1953
- Ordre de la Rose blanche, 1953
- Croix de fer, 1933